# Fraction dyadique
 (mars 2014).
Si vous disposez d'ouvrages ou d'articles de référence ou si vous connaissez des sites web de qualité traitant du thème abordé ici, merci de compléter l'article en donnant les références utiles à sa vérifiabilité et en les liant à la section « Notes et références ».

Fractions rationnelles dyadiques dans l'intervalle de 0 à 1

En mathématiques, une fraction dyadique ou rationnel dyadique est un nombre rationnel qui peut s'écrire sous forme de fraction avec pour dénominateur une puissance de deux. On peut noter l'ensemble des nombres dyadiques formellement par
Par exemple, 1/2 ou 3/8 sont des fractions dyadiques, mais pas 1/3.
De même que les nombres décimaux sont les nombres qui ont un développement décimal fini, les fractions dyadiques sont les nombres qui ont un développement binaire fini.
Le pouce est habituellement divisé de manière dyadique plutôt qu'en fractions décimales ; de manière similaire, les divisions habituelles du gallon en demi-gallons, quarts et pintes sont dyadiques.
Les anciens égyptiens utilisaient aussi les fractions dyadiques dans les mesures, avec le numérateur 1 et des dénominateurs allant jusqu'à 64.
L'ensemble de toutes les fractions dyadiques est dense dans l'ensemble des nombres réels ; un nombre réel quelconque x est limite de la suite de rationnels dyadiques ⌊2nx⌋/2n.
Comparé aux autres sous-ensembles denses de la droite réelle, tels que les nombres rationnels, c'est un ensemble plutôt « petit » en un certain sens, c'est pourquoi il apparaît quelquefois dans les démonstrations de topologie comme le lemme d'Urysohn.
La somme, la différence ou le produit de deux fractions dyadiques quelconques est elle-même une fraction dyadique :
{\displaystyle {\frac {a}{2^{b}}}+{\frac {c}{2^{d}}}={\frac {2^{d}a+2^{b}c}{2^{b+d}}}}
{\displaystyle {\frac {a}{2^{b}}}-{\frac {c}{2^{d}}}={\frac {2^{d}a-2^{b}c}{2^{b+d}}}}
{\displaystyle {\frac {a}{2^{b}}}\times {\frac {c}{2^{d}}}={\frac {a\times c}{2^{b+d}}}.}
Par contre, le quotient d'une fraction dyadique par une autre n'est pas, en général, une fraction dyadique. Ainsi, les fractions dyadiques forment un sous-anneau du corps ℚ des nombres rationnels.
Ce sous-anneau est le localisé de l'anneau ℤ des entiers par rapport à l'ensemble des puissances de deux.
Les nombres surréels sont générés par un principe de construction itérative qui commence en générant toutes les fractions dyadiques finies, puis conduit à la création de nouvelles et étranges sortes de nombres infinis, infinitésimaux et autres.

## Solénoïde dyadique
En tant que groupe abélien additif, l'ensemble des rationnels dyadiques est la limite inductive des sous-groupes monogènes infinis
{\displaystyle 2^{-n}\mathbb {Z} }
pour n = 0, 1, 2, ... . Dans l'esprit de la dualité de Pontriaguine, il existe un objet dual, nommément la limite projective du groupe du cercle unité sous l'application carrée répétée
{\displaystyle \zeta \rightarrow \zeta ^{2}.}
Le groupe topologique résultant D est appelé le solénoïde dyadique.
Un élément du solénoïde dyadique peut être représenté comme une suite infinie de nombres complexes :
{\displaystyle q_{0},q_{1},q_{2},\ldots \,}, avec la propriété que chaque qi se place sur le cercle unité et que, pour tous les i > 0,
{\displaystyle q_{i}^{2}=q_{i-1}.}
L'opération de groupe sur ces éléments multiplie deux suites quelconques convenablement.
En tant qu'espace topologique, c'est un continu indécomposable.